# Seydouba Soumah
Seydouba Soumah (Conakry, 11 giugno 1991) è un calciatore guineano, centrocampista svincolato.

## Caratteristiche tecniche
Trequartista, può giocare come ala sinistra o come seconda punta.

## Carriera

### Nazionale
Ha partecipato alla Coppa d'Africa del 2015 ed a quella del 2021.

## Palmarès

### Club

#### Competizioni nazionali
- Campionato slovacco: 2

Slovan Bratislava: 2012-2013, 2013-2014
- Coppa di Slovacchia: 2

Slovan Bratislava: 2012-2013, 2016-2017
- Supercoppa di Slovacchia: 1

Slovan Bratislava: 2014